# Trénink

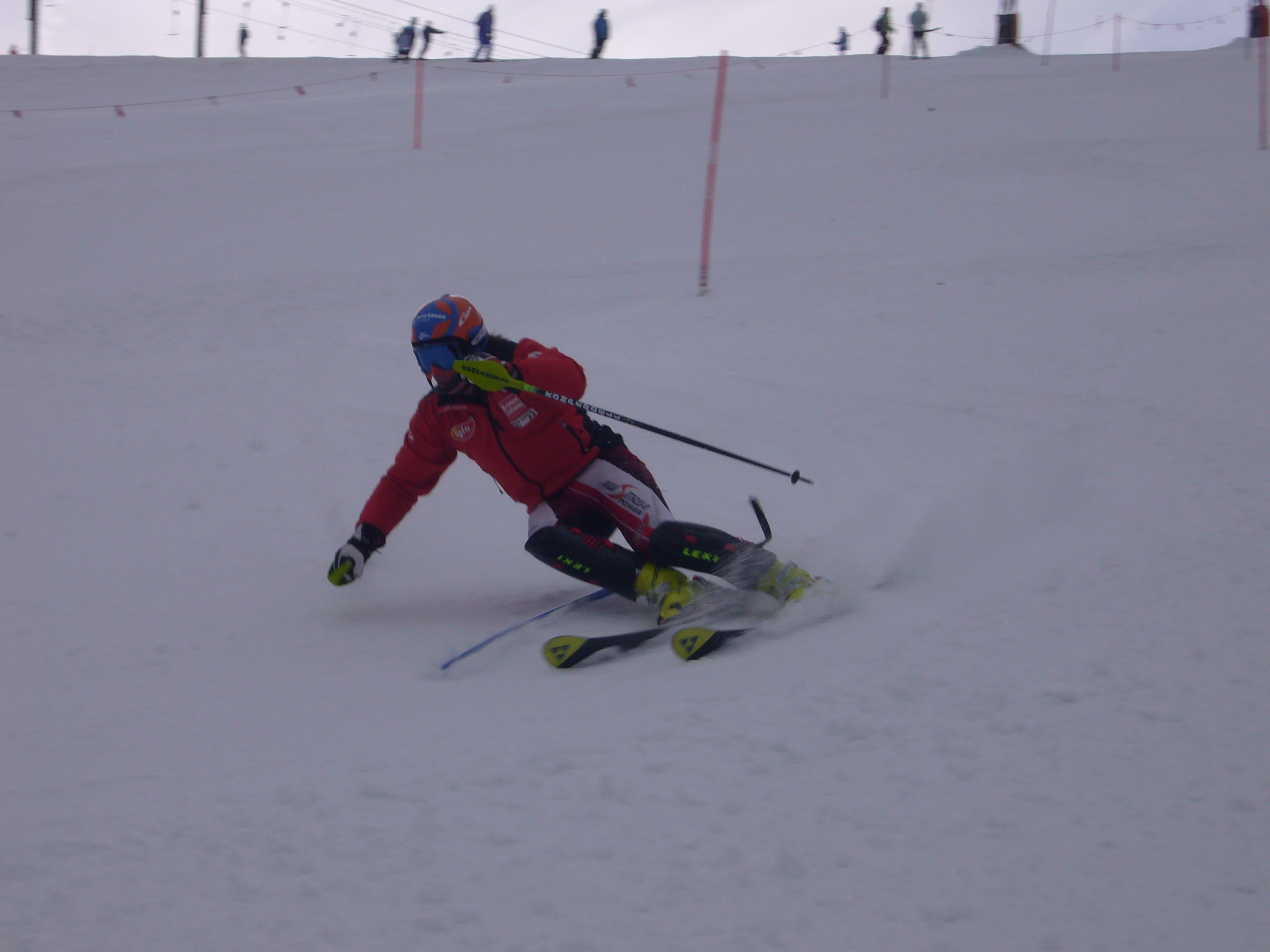
Mechanický trénink lyžaře. Snaží se získat lepší dovednosti na lyžích a větší kontrolu nad nimi. Také se snaží získat lepší kondici a mít silnější svaly.

Trénink je příprava a vylepšování se v určité dovednosti. Cílem tréninku je získání určitých dovedností, zkušeností a schopností, případně zvýšení výkonu nebo odolnosti.

## Druhy

### Tělesný trénink
Tělesný trénink se zaměřuje na mechanické cíle. Jde o získání svalů nebo specifické dovednosti v určitém čase. Některé tělesné tréninky mají zaměření na fyzickou kondici. Ve vojenském tréninku znamená trénink získáni dovedností k boji. Kombinují se mechanická a fyzická zdatnost. Mechanické a fyzické se kombinují při trénování hraní na hudební nástroj.

### Náboženský trénink
Jde o trénink očištění mysli a duchovního růstu. Náboženským tréninkem se lidé snaží dostat blíže k bohu.